# 赤れんが博物館
赤れんが博物館（あかれんがはくぶつかん）は京都府舞鶴市にある、レンガについて様々な視点からの収集・展示を行っている博物館。1993年11月に開館した。舞鶴市が運営している。

## 概要
建物は1903年（明治36年）に竣工した旧日本海軍の兵器廠魚形水雷庫を改装したもので、鉄骨構造であることや煉瓦の積み方がフランス積みであることなど、舞鶴の煉瓦建築物のなかでもユニークな存在である。現存する鉄骨構造の煉瓦建築物としては日本最古級とされている。2008年6月9日、舞鶴赤煉瓦倉庫群の一つとして重要文化財に指定された。館内では世界の歴史的建造物で使用された様々な煉瓦が展示されている他、世界の著名な煉瓦建造物の紹介、およびホフマン式輪窯を再現したコーナーで煉瓦の製法が紹介されている。
舞鶴では、現存している戦前の煉瓦建築物の一部である倉庫群をライトアップし、観光振興に供している。

## 施設
- 延床面積：842.44m2
- 1階展示室
- 2階展示室
- 特別展示室（2階）
- ホフマン式輪窯コーナー（1階）

## 利用情報
- 開館時間：9時00分から17時00分（入場は16時30分まで）
- 休館日：年末年始（12月29日から1月1日）
- 入館料：一般400円（20人以上の団体200円）、学生150円（20人以上の団体100円）。
  - 身体障害者手帳・療育手帳・精神障害者保健福祉手帳の所持者は提示すると個人入館料が半額。
  - 京都交通の企画乗車券「舞鶴かまぼこ手形」を提示すると無料[1]。
  - 舞鶴引揚記念館との共通券は、一般400円、学生200円。

## 交通
- 京都交通 東西循環線・和田線 市役所前下車すぐ
- JR西日本舞鶴線 東舞鶴駅より舞鶴市役所方面へ徒歩約15分程度

## 周辺
- 舞鶴赤レンガ倉庫群 - 12棟の赤れんが倉庫群
  - 舞鶴市政記念館
  - まいづる智恵蔵
- 舞鶴引揚記念館
- 夕潮台公園
- 海上自衛隊舞鶴地方隊